# Ghana na Zimowych Igrzyskach Olimpijskich 2018
Ghana na Zimowych Igrzyskach Olimpijskich 2018 – występ reprezentacji Ghany na igrzyskach olimpijskich w Pjongczangu w 2018 roku.
W kadrze znalazł się jeden zawodnik – Akwasi Frimpong, który wystartował w skeletonie. Pełnił on rolę chorążego reprezentacji podczas ceremonii otwarcia i zamknięcia igrzysk. Reprezentacja Ghany weszła na stadion jako 2. w kolejności, pomiędzy ekipami z Grecji i Nigerii. Szefem misji olimpijskiej był Jerry Shaib Ahmed.
Był to drugi start reprezentacji Ghany na zimowych igrzyskach olimpijskich i 16. start olimpijski, wliczając w to letnie występy. Frimpong został drugim w historii reprezentantem Ghany na zimowych igrzyskach, po Kwame Nkrumah-Acheampongu, który wystartował na igrzyskach w Vancouver.

## Skład reprezentacji

### Skeleton
| Konkurencja    | Zawodnik        | Ślizg 1 | Ślizg 1 | Ślizg 2 | Ślizg 2 | Ślizg 3 | Ślizg 3 | Ślizg 4 | Ślizg 4 | Czas łączny | Miejsce |
| Konkurencja    | Zawodnik        | Czas    | Miejsce | Czas    | Miejsce | Czas    | Miejsce | Czas    | Miejsce | Czas łączny | Miejsce |
| -------------- | --------------- | ------- | ------- | ------- | ------- | ------- | ------- | ------- | ------- | ----------- | ------- |
| Ślizg mężczyzn | Akwasi Frimpong | 53,97   | 30.     | 54,46   | 30.     | 53,69   | 30.     | NQ      | NQ      | 2:42,12     | 30.     |